# I-195
I-195 (ros. И-195) – niezrealizowany projekt radzieckiego samolotu myśliwskiego konstrukcji biura Polikarpowa.

## Historia
I-195 był ostatnim znanym myśliwcem dwupłatowym, nad którym podjęto prace w biurze Polikarpowa. Rozpoczęto je zimą 1940 roku. Samolot miał w zamierzeniach swoich konstruktorów charakteryzować się bardzo dobrą zwrotnością, umożliwiającą prowadzenie efektywnej walki manewrowej oraz dobrymi osiągami, które zamierzano uzyskać dzięki zastosowaniu silnej jednostki napędowej, silnika w układzie podwójnej gwiazdy M-90. Zaprojektowano maszynę o zwartej sylwetce z kadłubem zbliżonym do zastosowanego w samolocie I-185. Zwyczaj projektowania równolegle maszyny dwupłatowej i jednopłatowego odpowiednika był od 1932 roku obowiązujący w radziecki biurach konstrukcyjnych. Maszyna miała mieć wciągane podwozie, główne wraz z kółkiem ogonowym. Nowe, gładkie poszycie skrzydeł o profilu NACA-230. W odróżnieniu od wcześniejszych myśliwców Polikarpowa tym razem pilot miał do dyspozycji zakrytą kabinę. Śmigło osłonięte było dużym kołpakiem, pośrodku którego umieszczono wlot powietrza do silnika. Górny płat wsparty był na pojedynczych podpórkach, zrezygnowano z cięgien usztywniających skrzydła. Maszyna miała mieć uzbrojenie strzeleckie składające się z dwóch karabinów maszynowych SzKAS kalibru 7,62 mm i dwóch działek SzWAK kalibru 20 mm. Zakładano, iż samolot będzie zdolny do osiągnięcia prędkości 591 km/h na wysokości 6700 metrów. Projekt nie doczekał się realizacji. W owym okresie zdawano już sobie sprawę, iż dwupłatowe samoloty myśliwskie nie są już w stanie nawiązać równorzędnej walki z nowoczesnymi maszynami jednopłatowymi. 